# Iveco EuroTech
Iveco EuroTech — крупнотоннажный грузовой автомобиль, предназначенный для перевозки грузов на большие расстояния, выпускаемый итальянской компанией Iveco S.p.A. Производство модели началось в 1992 году и продолжалось до 2002 года. Дизайн кабины взят от Iveco EuroCargo. В 1993 году модель получила премию «Грузовик года».

## Информация
Автомобили Iveco EuroTech выпускались полной массой от 18 до 26 тонн в трёх вариантах «МТ», «МР» и «НМ» с рядными 6-ти цилиндровыми турбодизельными двигателями, сочетаемыми с МКПП или АКПП. Полная масса седельных тягачей составляет от 44 до 50 тонн. Сходства с EuroTech имеют также седельные тягачи Iveco EuroStar на базовом шасси «LD» и строительные Iveco EuroTrakker.
Грузоподъёмность одиночных автомобилей составляет 22-30 т., полная масса — от 18 до 41 тонны (в составе автопоезда — 40-85 т.). В 1998—2001 гг. двигатели были обновлены, проходное сечение турбонагнеталеля теперь регулировалось автоматически. В 2002 году модель была вытеснена с конвейера Iveco Stralis.

## Двигатели
- Iveco 8060,45 S TCA, 5861 см3, 167 кВт (227 л. с.)
- Iveco 8360,46, 7685 см3, 196 кВт (266 л. с.)
- Iveco 8460,41 °C, 9495 см3, 220 кВт (300 л. с.)
- Iveco 8460,41 K, 9495 см3, 254 кВт (345 л. с.)
- Iveco 8460,41 L, 9495 см3, 275 кВт (375 л. с.)
- Iveco 8210,42, 13798 см3, 309 кВт (420 л. с.)

## Трансмиссии
Некоторые трансмиссии Iveco EuroTech имеют 2 или 3 передачи заднего хода, включая 9, 12 или 16 передач переднего хода.

## Кабины
Кабины моделей подразделяются на спальные Sleeper Cab, включая одну стандартную.